# Jordáky Lajos
Jordáky Lajos álnevei: Erdélyi Lajos, Dáky Pál (Kolozsvár, 1913. szeptember 6. – Kolozsvár, 1974. november 29.) kolozsvári magyar szociológus, kritikus, tanulmányíró.

## Életútja
Középiskoláit Kolozsvárt a Református Kollégiumban s a Felsőkereskedelmi Iskola magyar tagozatán végezte (1931). A kolozsvári városi vízművek tisztviselője (1932–41), a második világháború idején a kolozsvári egyetem közgazdasági karának hallgatója, itt nyerte el a közgazdaság- és társadalomtudományok doktora címet. 1944–45-ben a Szakszervezetek Tanácsának főtitkára, 1945-től a Bolyai Tudományegyetem közgazdasági karának professzora, egyidejűleg a Városi Földgáz Vállalat igazgatója, majd a Magyar Színház irodalmi titkára. 1952-ben koholt vádak alapján letartóztatták s tanártársaival, Balogh Edgárral, Csőgör Lajossal és Demeter Jánossal együtt koncepciós perben elítélték, 1955-ben rehabilitálták. Az egyetemen folytatta előadásait, 1957 áprilisától azonban újabb több hónapos vizsgálat folyt ellene, mely újabb rehabilitálásával ért véget. 1957-től az RSZK Akadémiája kolozsvári fiókja Történeti Intézetének kutatója.
Baloldali elkötelezettségét családi tradícióként örökölte, nyomdászmester apja városszerte ismert szociáldemokrata vezető volt. A nemzeti-nemzetiségi kérdés iránt tanúsított érdeklődése kisebbségi helyzetéből következett. E két meghatározó kérdés jegyében áll egész politikai, társadalmi, közírói és tudományos tevékenysége. 1931-től a Szocialista Ifjúsági Szövetség, 1933-tól az SZDP kolozsvári szervezetének tagja. Világnézetét, gondolkodását a helybeli Karl Kautsky Elméleti Kör ausztromarxista szelleme formálta.

## Munkássága
Első írása a kolozsvári Munkás Újság 1932 karácsonyi számában jelent meg. 1933 nyarán a pártszervezetben baloldali csoportot szervezett, szeptemberben a Szocialista Ifjúsági Szövetség bukaresti kongresszusán a munkásegységfrontért (értsd: a kommunista és szociáldemokrata pártok egyesüléséért) állt ki. 1934-ben beválasztották az SZDP kolozsvári tagozatának vezetőségébe. 1935 tavaszán kidolgozta s szakszervezeti és ifjúsági körökben terjesztette A kolozsvári baloldali szociáldemokrata ellenzék programja című dokumentumot, melynek alapgondolata, hogy a munkáspártok összefogása alapvető feltétele a fasizmus visszaszorításának.
Az antifasiszta népfrontpolitika elméleti megindoklása a III. Internacionálé VII. kongresszusának új távlatnyitásával 1935 nyarán még közelebb hozta a kommunista mozgalomhoz. Elméleti tájékozódásában az ausztromarxizmus tételeit egyre gyakrabban vetette alá a leninizmuson alapuló korrekcióknak. Így a nemzetiségi kulturális autonómia Otto Bauer-féle tételével szemben előnyben részesítette az önrendelkezés alapján keletkezett független szocialista államok "önkéntes szövetsége" lenini elvének radikalizmusát. Ekkor került érdeklődésének homlokterébe az európai nemzeti kisebbségek jogainak összehasonlító vizsgálata, valamint a fasizmus elleni küzdelem összeurópai feladata abban a véleményében, hogy a Spanyol Köztársaság ügye óhatatlanul a romániai magyar kisebbség ügye is.
1936 augusztusában a kolozsvári szocialista és kommunista ifjúsági szervezetek közös küldöttjeként részt vett a Genfben ülésező világifjúsági békekongresszuson, egy évvel később pedig pártja tiltakozásával szembefordulva előbb a vásárhelyi találkozó előkészítő bizottságában vállalt fontos szerepet, ahol Nagy Istvánnal együtt nemcsak a munkásságot, hanem az egész baloldalt képviselte, majd magának a találkozónak egyik legaktívabb résztvevője lett. A Marosvásárhelyen elhatározottak szellemében kapcsolódott be 1939–40-ben a Munkás Athenaeum és az Erdélyi Enciklopédia munkájába.
Publicisztikai munkássága az 1930-as évek második felében különösen gazdag és sokrétű volt. Írásait a Korunk, Független Újság, Brassói Lapok, a szociáldemokrata Előre közölte rendszeresen. Az Előre munkatársaként az irodalmi rovat szerkesztője; a Magánalkalmazottak című szakszervezeti lap szerkesztőbizottsági tagja. Szellemi formálódásában jelentős szerepet töltött be Gaál Gábor Korunkja: itt jelentek meg munkásszociográfiái, valamint a nyugat-európai nemzeti kisebbségek kérdésével foglalkozó írásai. Spanyolország című társadalompolitikai-történelmi tárgyú kötetét a Munkás Athenaeum adta ki (Kolozsvár, 1939).
A megszűnt Korunk, Független Újság helyett a budapesti szélsőbaloldali (és egyben antifasiszta) sajtó hasábjain publikált: a Kelet Népében, a Magyar Nemzetben és főként a Népszavában, melynek kolozsvári főmunkatársa lett. 1943-ban egyik szerkesztője volt a 48-as Erdély című emlékkönyvnek. Az MSZDP budapesti kongresszusán Vasile Pogăceanuval együtt a nemzetiségi kérdés tárgyában határozati javaslatot terjesztett elő. 1943-ban az illegális Békepárt észak-erdélyi vezetőségében tevékenykedett, majd részt vett a Kolozsvár harc nélküli feladását előkészítő ellenállási mozgalomban.
Kolozsvár szovjetek általi elfoglalásának másnapján, 1944. október 12-én a két munkáspárt őt jelölte a Szakszervezetek Tanácsa főtitkári posztjára; 1945. február 22-től az RKP kolozsvári szervezetének titkára, majd Teofil T. Vescan tanárral együtt az Országos Demokrata Arcvonal észak-erdélyi Végrehajtó Bizottságának elnökének pozícióját is betöltötte. A következő három évben sokrétű közéleti-politikai szerepvállalása mellett jelentékeny munkát vállal a szellemi élet szervezése terén: érdemei a Józsa Béla Athenaeum könyvkiadásának s a Bolyai Tudományegyetem közgazdasági karának megszervezésében egyaránt jelentősek. A Jog- és Közgazdaságtudományi Értekezések című sorozat 6, a Társadalomtudományi Intézet 14 kiadványának kezdeményezője és megvalósítója. Mint az egyetem tudományos intézetének vezetője elméleti folyóiratot szerkesztett, ennek két száma jelent meg 1946-ban, az első Társadalomtudomány és Politika, a második Társadalomtudomány című alatt. Ebben az időben több szakszervezeti kiadványt, valamint a Marx–Engels Könyvtár című könyvsorozat hat füzetét rendezte sajtó alá, szerkesztette a Szaktanács Szakszervezet című szemléjét.
A kolozsvári Józsa Béla Athenaeum (JBA) kiadásában 1945-ben jelentek meg A márciusi ifjúság, A márciusi ifjúság a márciusi gondolatról és A tudományos szocializmus Franciaországban (Lafargue, Jules Guesde, Jean Jaurès) című kötetei, 1946-ban a Bolyai Tudományegyetem Társadalomtudományi és Társadalompolitikai Intézete adta ki Szocializmus és irodalom című tanulmánykötetét. A kolozsvári Magyar Színház irodalmi titkáraként való tevékenysége új területre tevődik: Színházi Műhely címen lapot szerkesztett (1949–50). A színház- és filmtéma később több kötetében konkretizálódott: Janovics Jenő és Poór Lili (Két színész arcképe, 1971); Az erdélyi némafilmgyártás története 1903–1930 (posztumusz kötet, 1980). Gondozta, szerkesztette és bevezető tanulmánnyal látta el Kótsi Patkó János A Régi és Új Theátrum Históriája és egyéb írások című alatt megjelent dokumentumkötetét (1973).
XIX–XX. századi történelmi (főként munkásmozgalmi) tárgyú szakdolgozatait, valamint bibliográfiai gyűjtéseit hazai és külföldi szakperiodikákban és gyűjteményekben tette közzé. Petre Constantinescu-Iași és Victor Cheresteșiu társaságában készítette el az Októberi Forradalom romániai fogadtatásának bibliográfiáját (Lucrări și publicații din România despre Marea Revoluție Socialistă din Octombrie, 1917–1944, 1967). A Román Nemzeti Párt megalakulása című dolgozata az Értekezések a Történeti Tudományok Köréből című sorozatban jelent meg (Budapest, 1974). Publicisztikai és kritikai írásait a Korunk új folyama, Igaz Szó, Utunk és más lapok közölték.
Tanulmányai, kritikái, cikkei legjavát három kötetbe gyűjtötte össze: Irodalom és világnézet (1973); A szocialista irodalom útján (Bp. 1973); Szocializmus és történettudomány (1974); ez utóbbi tartalmazza Iorga- és Titulescu-megemlékezése mellett Mihail Kogălniceanu életművét átfogó tanulmányát is.
Írásainak értékét, sajátosságát probléma- és témaérzékenysége, sokoldalú érdeklődése biztosította; tollának ereje kora mozgalomtörténetének, eszmeharcainak, a bonyolult csoportosulásoknak és szétválásoknak, illetve e mozgásokat előidéző mozgatóknak dokumentumértékű megjelenítésekor érvényesül igazán. Hagyatékában jelentős számú kiadatlan munka, forrásértékű gyűjtés maradt fenn. Az erdélyi szocialista sajtó bibliográfiája 1887–1944 című, 413 gépelt lap terjedelmű munkáját 1962-ben zárta le. A munkásmozgalom, illetve a fasizmus és antifasizmus, valamint a nemzeti-nemzetiségi kérdés irodalmát felölelő könyvtára, különösen annak gazdag nemzetközi periodikagyűjteménye jelenleg az Erdélyi Múzeum-Egyesület könyvtárának birtokát képezi.

## Egyéb munkái
- A francia forradalom (Kolozsvár, 1939)
- Horea, Cloșca és Crișan (Kolozsvár, 1944)
- Az erdélyi társadalom szerkezete (Kolozsvár, 1946)

## Posztumusz kötetei
- Kovács Katona Jenő. Emberi kérdés (tanulmány és dokumentumgyűjtemény, Balogh Edgár előszavával. Testamentum, 1977)
- Józsa Béla. Tanulni a múltból (tanulmány és dokumentumgyűjtemény, Balogh Edgár elő- és Bitay Ödön utószavával. Testamentum, 1978)